# Route Adélie de Vitré 2018
La Route Adélie de Vitré 2018, ventitreesima edizione della corsa e valevole come evento dell'UCI Europe Tour 2018 categoria 1.1, si svolse il 30 marzo 2018, su un percorso di 197,8 km, con partenza e arrivo a Vitré, in Francia. La vittoria fu appannaggio dell'elvetico Silvan Dillier, il quale terminò la gara in 4h42'05", alla media di 42,073 km/h, precedendo i francesi Benoît Vaugrenard e Justin Mottier. 
Sul traguardo di Vitré 77 ciclisti, su 127 partenti, portarono a termine la competizione.

## Squadre e corridori partecipanti
| N.    | Cod. | Squadra                     |
| ----- | ---- | --------------------------- |
| 1-7   | FST  | Team Fortuneo-Samsic        |
| 11-17 | ANS  | Androni Giocattoli-Sidermec |
| 21-27 | ALM  | AG2R La Mondiale            |
| 31-37 | MZN  | Manzana Postobón Team       |
| 41-46 | GFC  | Groupama-FDJ                |
| 51-57 | UHC  | UnitedHealthcare            |
| 61-67 | COF  | Cofidis, Solutions Crédits  |
| 71-77 | HCA  | Holowesko/Citadel           |
| 81-86 | TDE  | Direct Énergie              |
| 91-97 | GAZ  | Gazprom-RusVelo             |

| N.      | Cod. | Squadra                       |
| ------- | ---- | ----------------------------- |
| 101-107 | DMP  | Delko Marseille Provence KTM  |
| 111-117 | EUS  | Euskadi Basque Country-Murias |
| 121-127 | VCC  | Vital Concept Cycling Club    |
| 131-137 | ICA  | Israel Cycling Academy        |
| 141-147 | AUB  | St Michel-Auber 93            |
| 151-157 | LKH  | Team Lotto-Kern Haus          |
| 161-167 | RLM  | Roubaix Lille Métropole       |
| 171-177 | VOL  | Team Vorarlberg Santic        |
| 181-186 | CIB  | Cibel-Cebon                   |

## Ordine d'arrivo (Top 10)
| Pos. | Corridore         | Squadra       | Tempo    |
| ---- | ----------------- | ------------- | -------- |
| 1    | Silvan Dillier    | AG2R          | 4h42'05" |
| 2    | Benoît Vaugrenard | FDJ           | s.t.     |
| 3    | Justin Mottier    | Vital Concept | a 2"     |
| 4    | Anthony Delaplace | Fortuneo      | a 3"     |
| 5    | Paul Ourselin     | Direct        | a 5"     |
| 6    | Ricardo Vilela    | Manzana       | s.t.     |
| 7    | Samuel Dumoulin   | AG2R          | a 1'28"  |
| 8    | Hugo Hofstetter   | Cofidis       | s.t.     |
| 9    | Anthony Maldonado | Auber 93      | s.t.     |
| 10   | Maxime Daniel     | Fortuneo      | s.t.     |